# 阿南工業高等專門學校
阿南工業高等專門學校（National Institute of Technology, Anan College），是一所位於日本德島縣的高等專門學校。

## 概要
日本国立高等專門學校之一。一所位於德島縣阿南市的日本國立高等專門學校。建立於1963年，簡稱阿南高專。本校設立了機械，電氣，信息，建設等學科

## 教育組織

### 本科（副學士課程）
- 機械工学科
- 電氣電子工学科
- 制御情報工学科
- 建設系統工学科

### 專攻科（學士課程）
- 構造設計工学専攻
- 電氣・制御系統工学専攻[2]

## 外部連結
- 阿南工業高等專門學校